# Ressa
La Ressa (in russo Ресса?) è un fiume della Russia europea centrale (Oblast' di Kaluga), affluente di destra dell'Ugra (tributario dell'Oka).
Il fiume ha origine nella pianura Barjatinsko-Suchiničskaja (Барятинско-Сухиничская возвышенность), vicino al villaggio di Šibaevka. Scorre in direzione settentrionale. La larghezza del fiume va da 10 a 70 m, la profondità media è di 2 m. Sfocia nell'Ugra a 121 km dalla foce, alcuni chilometri a ovest di Juchnov. Il fiume ha una lunghezza di 119 km, l'area del suo bacino è di 2 520 km². Il suo maggior affluente è la Popolta (lungo 74 km) proveniente dalla sinistra idrografica.